# Giải của Hiệp hội phê bình phim Toronto cho kịch bản chuyển thể xuất sắc nhất
Giải của Hiệp hội phê bình phim Toronto cho kịch bản chuyển thể xuất sắc nhất là một trong các giải thưởng hàng năm của Hiệp hội phê bình phim Toronto dành cho kịch bản phim được bầu chọn là xuất sắc nhất.

## Kịch bản đoạt giải

### Thập niên 1990
| Năm  | Soạn giả             | Kịch bản phim        | Nguồn |
| ---- | -------------------- | -------------------- | ----- |
| 1999 | Charlie Kaufman      | Being John Malkovich |       |
| 1999 | Paul Thomas Anderson | Magnolia             |       |

### Thập niên 2000
| Năm  | Soạn giả                        | Kịch bản phim                         | Nguồn                                             |
| ---- | ------------------------------- | ------------------------------------- | ------------------------------------------------- |
| 2000 | Kenneth Lonergan                | You Can Count on Me                   |                                                   |
| 2001 | Christopher Nolan               | Memento                               | Truyện ngắn của Jonathan Nolan                    |
| 2002 | Charlie và Donald Kaufman       | Adaptation                            | sách của Susan Orlean                             |
| 2003 | Sofia Coppola                   | Lost in Translation                   |                                                   |
| 2003 | Denys Arcand                    | The Barbarian Invasions               | phim tiếp theo The Decline of the American Empire |
| 2004 | Charlie Kaufman                 | Eternal Sunshine of the Spotless Mind |                                                   |
| 2005 | Noah Baumbach                   | The Squid and the Whale               |                                                   |
| 2006 | Peter Morgan                    | The Queen                             |                                                   |
| 2007 | Joel & Ethan Coen               | No Country for Old Men                | sách của Cormac McCarthy                          |
| 2008 | Jenny Lumet                     | Rachel Getting Married                |                                                   |
| 2009 | Quentin Tarantino               | Inglorious Basterds                   |                                                   |
| 2009 | Jason Reitman và Sheldon Turner | Up in the Air                         | sách của Walter Kirn                              |